# Carlisle
Carlisle (wym. [ˈkɑːlaɪl], [kɑːˈlaɪl]) – miasto (city) w północno-zachodniej Anglii (Wielka Brytania), w hrabstwie Kumbria, ośrodek administracyjny dystryktu (unitary authority) Cumberland, położone nad ujściami rzek Caldew i Petteril do rzeki Eden, około 16 km na południe od granicy Szkocji. W 2001 roku liczyło 71 773 mieszkańców.
Miasto jest węzłem drogowym (autostrada M6, drogi A7, A69, A595 i A689) i kolejowym (stacja Carlisle), funkcjonuje tu również regionalne lotnisko (Carlisle Lake District Airport). Ośrodek przemysłu spożywczego.

## Historia
W okresie Cesarstwa Rzymskiego była to osada Luguvallium, w pobliżu obozu warownego na linii Muru Hadriana.
Budowę zamku w Carlisle w 1092 przypisuje się królowi Anglii – Wilhelmowi II Rudemu.
Pod koniec XVIII wieku miasto stało się głównym ośrodkiem przemysłu włókienniczego w północnej Anglii. Ponadto w mieście rozwinął się przemysł maszynowy, gumowy, metalowy oraz spożywczy.

## Urodzeni w Carlisle
- Bob Spottiswood (1887) – piłkarz;
- Freda Dowie (1928) – aktorka;
- Gordon Adam (1932) – polityk;
- Richard Fletcher-Vane (1951) – polityk;
- Roxanne Pallett (1982) – aktorka;
- Paul Huntington (1987) – piłkarz;
- Alex MacDowall (1991) – kierowca wyścigowy.

## Miasta partnerskie
Miasta partnerskie:
- Flensburg
- Słupsk

## Polonia
W mieście działa Polska Szkoła Sobotnia.

## Galeria

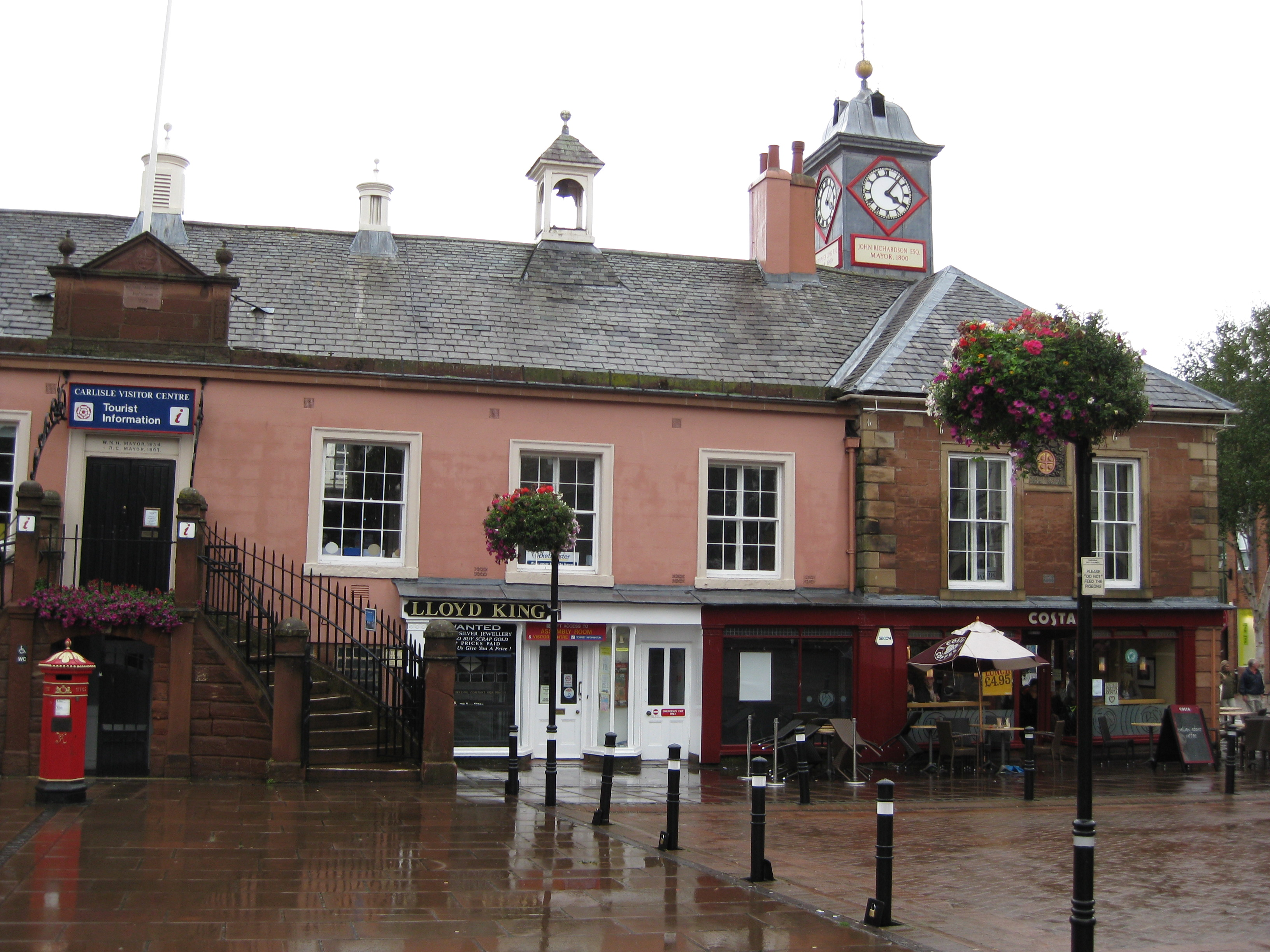
Ratusz
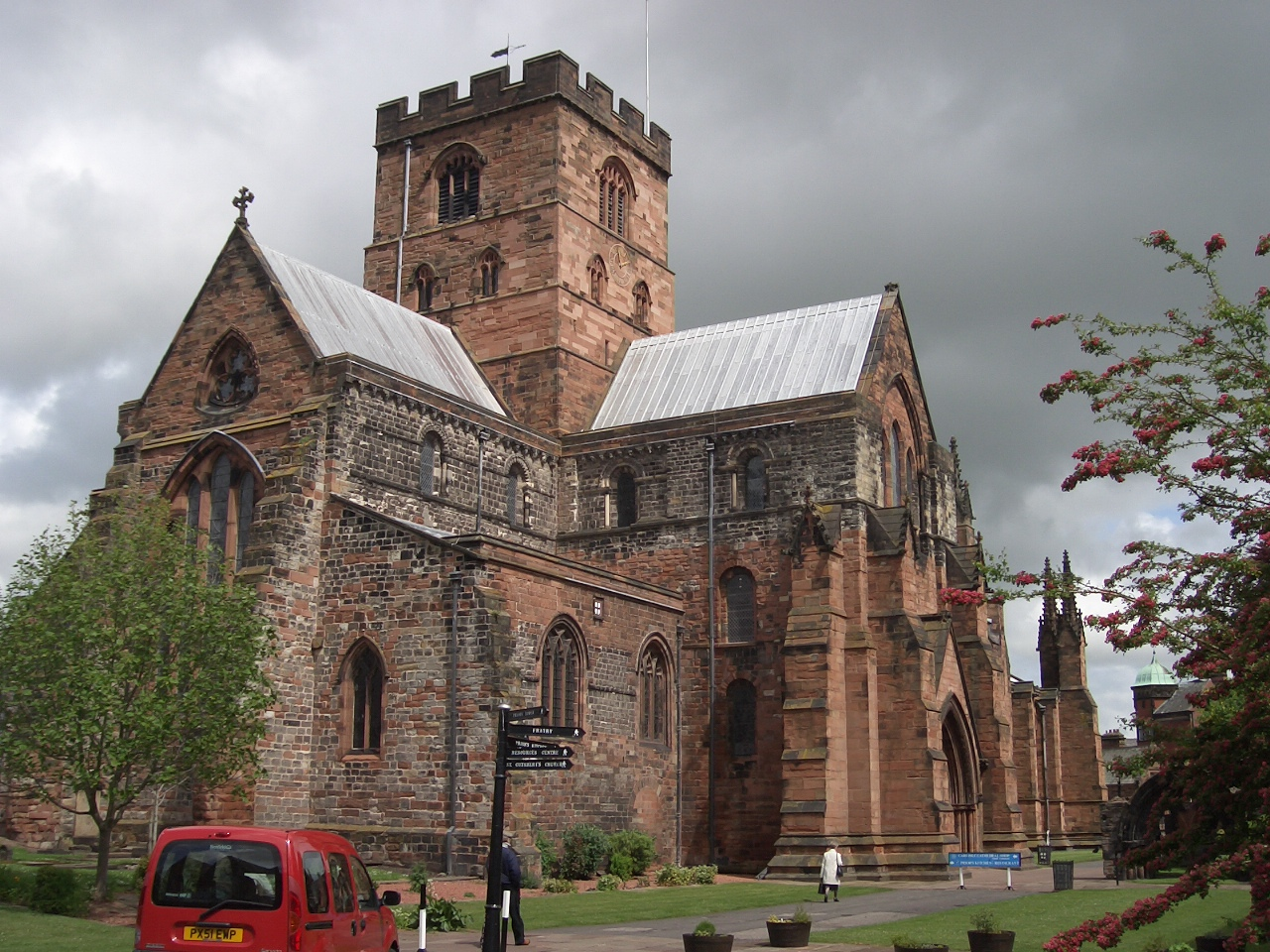
Katedra
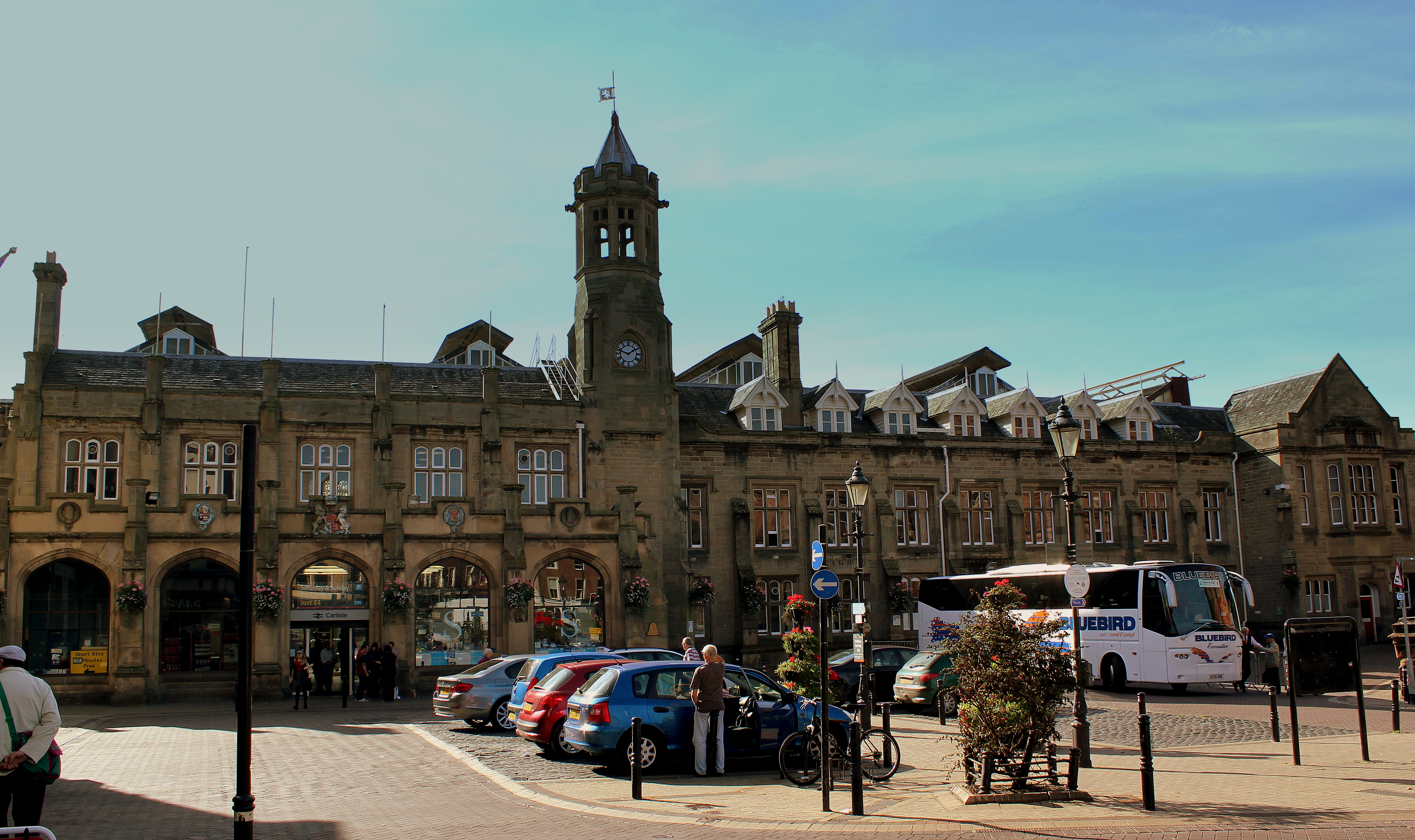
Stacja kolejowa Carlisle
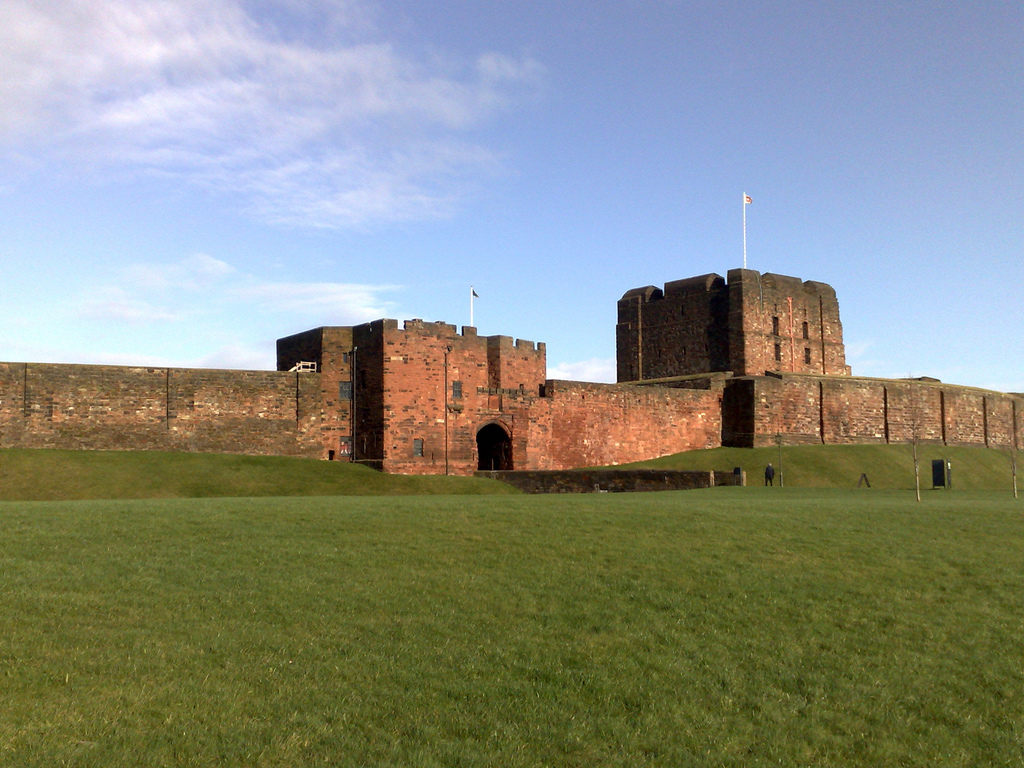
Zamek